# Elli Medeiros
Elli Medeiros (Montevideo, Uruguay, 18 de enero de 1956) es una cantante y actriz franco-uruguaya.

## Biografía
Siendo todavía bebé, su madre, Mirtha Medeiros, decidió estudiar teatro y la llevándola consigo a los cursos del dramaturgo José Estruch en la Escuela Municipal de Arte Dramático de Montevideo es por ello que era contratada cada vez que se necesitaba una niña o niño en las piezas de teatro. Su primer rol, lo obtuvo a los cuatro años en la ópera de Giacomo Puccini como el hijo de Madame Butterfly en la ópera del mismo nombre.
Su padre José Luis Medeiros abandona el hogar cuando Elli tenía cinco años. Años más tarde, junto a su madre parte de Montevideo, primero por Buenos Aires y luego hacia París.
Abandona la escuela de arte antes de obtener su bachillerato para dedicarse a ser la voz de los Stinky Toys donde acaba de debutar junto a Jacno. Los Stinky Toys era la punta de lanza del punk francés y llegan a realizan varios conciertos en festivales londinenses junto a The Clash, The Sex Pistols y hacen la portada de Melody Maker. Malcolm McLaren, el mánager de los Sex Pistols se interesa en el grupo y copia a Elli la idea de los alfileres que sostienen su jean roto, como símbolo del punk. El grupo que pregona la anarquía, la fiesta y el exceso suscita una verdadera fascinación en los medios "conectados" y particularmente en Alain Pacadis. 
Después de dos míticos e influyentes álbumes, el grupo se separa. Elli continúa cantando junto a Jacno transformándose en el dúo techno-pop Elli et Jacno, que influenció fuertemente el sonido de los años ochenta. Jacno, luego de su triunfo Rectangle se vuelve productor de moda y la reposición de Lonely lovers de los Stinky Toys, vende un millón de ejemplares. Luego de publicar juntos los álbumes Tout va sauter, Boomerang y la banda sonora para la película de Éric Rohmer, Les Nuits de la pleine lune, el dúo se separa y Elli comienza su propia carrera.
Los sencillos extraídos del álbum Bom Bom que realiza con su nuevo compañero Ramuntcho Matta, "Toi mon toit" y "A bailar Calypso", fueron grandes éxitos de 1986 y 1987. Elli incendia el Olympia de París durante una semana en la primera parte del espectáculo de Étienne Daho. Se vuelve la sex symbol de los años 1980 y es portada de la revista Playboy. Publica también historietas en la prensa «chic» ("Annie aime les sucettes", "Façade", etc.) donde ella presenta su pasión por el vegetarianismo.
Paralelamente a la música, ha participado también en el cine. En los años 1990, decidió dedicar el mayor tiempo posible a sus cuatro hijos y a su pareja de entonces, Brian De Palma, sin dejar de incursionar en el jazz en Saint-Germain o participar en películas. Transformada en un ícono rock, vuelve en septiembre de 2006 con el álbum EM, producido por Étienne Daho. Y al mismo tiempo participa junto a Catherine Deneuve en la nueva cinta de Gaël Morel, Après lui. En 2008 participa en el film de Pablo Trapero, Leonera, estrenado en el Festival de Cannes de mayo de 2008.

## Discografía
- 1977 : Primer álbum (Polydor) Stinky Toys.
- 1979 : Segundo álbum (Vogue) Stinky Toys.
- 1980 : Tout va sauter (Vogue) Elli & Jacno.
- 1981 : Inedits 77-81 (Celluloid/EJC/Vogue) Elli & Jacno.
- 1982 : Boomerang (Celluloid/EJC/ Vogue) Elli & jacno.
- 1984 : Les nuits de la pleine lune para el film 'Les nuits de la pleine lune d’Éric Rohmer (EJC/CBS) Elli & Jacno.
- 1986 : Bom Bom (Barclay)
- 1989 : Elli (Barclay)
- 1994 : Les Symphonies de poche compilación de Elli & Jacno (Virgin).
- 1998 : Best of Elli (Barclay)
- 2006 : E M (V2)

## Filmografía
- 1977 : Accélération Punk de Robert Glassmann, con Stinky Toys, The Sex Pistols, The Police y The Damned
- 1979 : Copyright de Olivier Assayas - corto
- 1979 : Simone Barbès ou la vertu de Marie-Claude Treilhou
- 1980 : Rectangle - Deux chansons de Jacno de Olivier Assayas - corto
- 1982 : Tokyo no yami (Laissé inachevé à Tokyo) de Olivier Assayas - corto
- 1982 : L'Enfant secret de Philippe Garrel
- 1984 : Les Nuits de la pleine lune de Éric Rohmer
- 1986 : Désordre de Olivier Assayas
- 1991 : Petits travaux tranquilles de Stéphanie de Mareuil
- 1991 : Paris s'éveille de Olivier Assayas
- 1997 : Tempête dans un verre d'eau
- 1998 : Il suffirait d'un pont de Solveig Dommartin - corto
- 1998 : Fin août, début septembre de Olivier Assayas
- 1999 : Derrière la porte de Marion Laine - corto
- 1999 : Pourquoi pas moi? de Stéphane Giusti
- 1999 : Vénus beauté (institut) de Tonie Marshall
- 2000 : Mamirolle de Brigitte Coscas
- 2000 : Paris, mon petit corps est bien las de ce grand monde de Franssou Prenant
- 2000 : Jet Set de Fabien Onteniente
- 2002 : Lulu de Jean Henry Roger
- 2002 : House Hunting de Christophe Rodríguez - corto
- 2003 : Rosa la nuit de Nicolas Cornut - corto
- 2005 : Panorama de Marinca Villanova - corto
- 2007 : Après lui de Gaël Morel
- 2008 : Leonera de Pablo Trapero
- 2008 : Made in Italy de Stéphane Giusti
- 2009 : Moloch Tropical de Raoul Peck - TV
- 2009 : First impressions de Nigel Bennett - corto
- 2011 : The Island de Kamen Kalev
- 2011 : Rêve bébé rêve de Christophe Nanga-Oly
- 2011 : Hard de Cathy Verney - TV
- 2014 : La Vie Pure de Jeremy Banster
- 2014 : Rosa Mystica de Eva Ionesco - corto
- 2014 : Brisas Heladas de Gustavo Postiglione

## Obras
- Images et paroles, éditions Futuropolis, 1980 ISBN 2-7376-5320-7